# Kyōwa
Kyōwa (共和町, Kyōwa-chō) est un bourg du district d'Iwanai, situé dans la sous-préfecture de Shiribeshi, sur l'île de Hokkaidō, au Japon.

## Géographie

### Situation
Le bourg de Kyōwa est situé dans le sud de la péninsule de Shakotan, au bord de la mer du Japon, sur l'île de Hokkaidō, au Japon.

### Démographie
Au 31 mars 2015, la population de Kyōwa s'élevait à 6 258 habitants répartis sur une superficie de 304,91 km2.